# Naomi Klein
Naomi Klein, kanadska novinarka, kanadska pisateljica, filmska ustvarjalka in družbena aktivistka, * 8. maj 1970, Montreal, Kanada.
Znana je po svojih političnih analizah in kritikah globalizacije podjetij in kapitalizma.
Klein je članica upravnega odbora podnebne aktivistične skupine 350.org in ena od organizatorjev kanadskega Leap Manifesto, organizacije za podnebno pravičnost. Leta 2015 pa je pomagala pri uvedbi zgodovinske enciklike papeža Frančiška o ekologiji. Bila gostujoča predavateljica na številnih univerzah po vsem svetu (London School of Economics, Harvard, Sorbonne, Berkely, UCLA, NYU, idr.) in gostujoča slavnostna govornica na konferencah, kot so American Sociological Association, American Library Association in TED. Med drugim ima častni doktorat iz civilnega prava univerze King's College (Nova Škotska, Kanada) in je predsednica za medije, kulturo in feministične študije na univerzi Rutgers. Njena prva knjiga, mednarodna uspešnica No Logo (1999), jo je uvrstila med najpomembnejše glasove gibanja za alternative globalizacije. Tako kot njena prva knjiga so tudi druge (Doktrina šoka, To vse spremeni, Ne ni dovolj, idr.) večkrat nagrajene mednarodne uspešnice in prevedene v več jezikov. Po nekaterih njenih knjigah so posneti tudi filmi.
Poleg pisanja knjig se Klein ukvarja tudi z novinarstvom - piše mednarodne kolumne za The Guardian, The Nation, The Intercept, Harper's Magazine, Rolling Stone, New York Times, Le Monde in številne druge publikacije ter je redna medijska komentatorka.

### Družina
Naomi Klein se je rodila leta 1970 v Montrealu (Kanada) ameriški judovski družini, ki je bila aktivna na področju mirovnega aktivizma. Njen dedek, animator v Disneyju, je bil odpuščen (1941) po stavki in uvrščen na črno listo, ker je hotel organizirati delavski sindikat. Njena starša sta bila samooklicana hipija. Leta 1967 sta se preselila iz ZDA v Kanado, da bi protestirala proti vietnamski vojni. Naomina mati, Bonnie Sherr Klein, je zrežirala feministični dokumentarec Not a Love Story (1981), ki nasprotuje pornografiji. Naomin oče, Michael Klein, je zdravnik in član organizacije Physicians for Social Responsibility (Zdravniki za družbeno odgovornost), njen brat, Seth Klein, pa je, prav tako kot Naomi, pisatelj.
Kleinova je poročena z Avijem Lewisom, televizijskim novinarjem in ustvarjalcem dokumentarnih filmov. Tudi on prihaja iz politične in novinarske družine. 13. junija 2012 se jima je rodil sin Tom.

### Zgodnje življenje
Naomi je večino najstniških let preživela v nakupovalnih središčih in se spremenila v »brand-whore« (kot se je sama nekoč kasneje opisala), da bi se uprla politično angažiranima in ekološko osveščenima staršema.
Za njeno spremembo v pogledu na svet krivi dva dogodka. Prvi dogodek se je zgodil pri njenih sedemnajstih letih, ko se je pripravljala na študij na univerzi v Torontu. Njena mati je imela možgansko kap in je postala huda invalidka, kar je družino zelo prizadelo. Naslednje leto (1989), po začetku Naominega študija na univerzi v Torontu, se je zgodil pokol École Polytechnique (znan tudi kot pokol Montreal), torej drugi dogodek, ki je spremenil Naomin pogled na svet. Slednji dogodek se je izkazal za sprožilec feminizma v Naomi.
Pisateljska pot Kleinove se je začela s prispevki za študentski časopis The Varsity, kjer je bila odgovorna urednica. Po tretjem letniku študija književnosti in filozofije na univerzi v Torontu je pustila študij in se zaposlila pri torontskem časopisu The Globe and Mail, čemur je sledilo uredništvo pri reviji This Magazine. Leta 1999 se je z željo, da bi dokončala diplomo, vrnila na univerzo v Torontu, vendar je spet pustila študij za novinarsko prakso, preden je pridobila zadnje kreditne točke, potrebne za dokončanje diplome.

#### Pomembna literatura
- No Logo (1999)

- Fences and windows (2002)

- The Shock Doctrine (2007)

- This Changes Everything: Capitalism vs the Climate (2014)

- No Is Not Enough: Resisting Trump’s Shock Politics and Winning the World We Need (2017)

- The Battle for Paradise: Puerto Rico Takes on The Disaster Capitalists (2018)

- On Fire: The (Burning) Case for a Green New Deal (2019)

##### Pomembna literatura, prevedna v slovenščino
- No logo (No logo, 1999)

- Doktrina šoka (The Shock Doctrine, 2007)

- To ves spremeni - kapitalizem proti podnebju (This Changes Everything: Capitalism vs the Climate, 2014)

- Ne, ni dovolj - kljubovanje Trumpovi politiki šoka in oblikovanje sveta, kakršnega potrebujemo (No Is Not Enough: Resisting Trump’s Shock Politics and Winning the World We Need, 2017)

#### Fences and Windows
Druga knjiga, Fences and Windows, je bila izdana leta 2002 in je zbirka esejev iz 1999 – 2002 s prve bojne linije globalizacijske debate (the Globalization Debate). V tej provokativni, inteligentni knjigi se pokaže, da je Naomi Klein ena najbolj premišljenih in najbolj briljantnih aktivistk in mislica nove generacije.
Ves prihodek od knjige je šel v korist aktivističnim organizacijam prek sklada The Fences and Windows Fund.

#### The Battle for Paradise: Puerto Rico Takes on The Disaster Capitalists
Knjiga, ki je bila izdana leta 2018, je bila napisana kot preiskava za časopis The Intercept. The Battle for Paradise: Puerto Rico Takes on the Disaster Capitalists razkriva, kako skušajo sile »šok politike« in »kapitalizma katastrofe« (tj. program socialnega in ekonomskega inženiringa, ki vodi naš svet) spodkopati radikalno in odporno vizijo Portorika o poštenem in zdravem okrevanju po orkanu Maria.

#### On Fire: The (Burning) Case for a Green New Deal
Knjiga, izdana leta 2019, razlaga, kako so drzni podnebni ukrepi, ki jih zahteva Green New Deal, nujni načrt za pravično in uspešno družbo ter preživetje našega planeta, saj se je podnebna kriza iz prihodnje nevarnosti spremenila v pereč izredni dogodek.
On Fire: The (Burning) Case for a Green New Deal je bila takojšnja prodajna uspešnica New York Timesa.